# 사쿠라이역 (오사카부)
사쿠라이역(일본어: 桜井駅, さくらいえき)은 일본 오사카부 미노오시에 있는 한큐 전철 미노오 선의 역이다. 역 번호는 HK-57이다.

## 역사
- 1910년 4월 12일: 미노오아리마 전기궤도(현, 한큐 전철) 이시바시 ~ 미노오 역 사이에 신설 개통.
- 2013년 12월 21일: 역 번호(HK-57) 도입.

## 역 구조
상대식 승강장 2면 2선의 지상역이다. 분기기, 절대 신호가 없어 정류장으로 분류된다. 미노오 방면 승강장의 북쪽에 역사, 매점이 있고 이시바시 방면 승강장에는 지하도에 의하여 연결되고 있다. 2007년 3월부터 지하도와 승강장을 연결하는 엘리베이터의 가동을 시작했다. 미노오 시가 서쪽 출입구의 설치를 요청하였지만 가능성은 희박하다.

### 승강장
| 번호   | 노선        | 방향 | 행선                                        |
| ------ | ----------- | ---- | ------------------------------------------- |
| 역사쪽 | ■ 미노오 선 | 하행 | 마키오치・미노오 방면                       |
| 반대쪽 | ■ 미노오 선 | 상행 | 이시바시・오사카 (우메다)・고베・ 교토 방면 |

※ 승강장 번호는 설정되지 않았다.

## 역 주변
역 주변에는 상점과 슈퍼, 편의점, 아파트 등이 들어서며 역에서 북서쪽인 사쿠라가오카 지구 등은 한적한 주택지다. 주변은 최근 까마귀 떼의 피해를 겪고 있다.
- 사쿠라이 상점가
- 미노오지유 학원
- 와카바 유치원
- 미노오 사쿠라이 우체국
- 미노 자동차 교습소
- 국도 제171호선
- 구, 사이고쿠 가도
- 다이에이 사쿠라이 역전점
- 한큐 사쿠라이 시장
- 미노오 시립 미나미 초등학교
- 미노오 시립 제3중학교(이시바시 역과 가깝다)
- 로손 한큐 사쿠라이 역점
- 데일리 야마자키미노 사쿠라이점
- 미쓰이스미토모 은행 미노오 지점 사쿠라이 출장소
- 아마가사키 신용 금고 미노오 지점
- 이케다센슈 은행 미노오 지점

## 인접역
| 한큐 전철 ■ 미노오 선      | 한큐 전철 ■ 미노오 선 | 한큐 전철 ■ 미노오 선      |
| -------------------------- | --------------------- | -------------------------- |
| HK-48 이시바시 우메다 방면 | ■ 준급 ■ 보통         | 마키오치 HK-58 미노오 방면 |